# Montclar (Aveyron)
 Montclar  es una comuna y población de Francia, en la región de Mediodía-Pirineos, departamento de Aveyron, en el distrito de Millau y cantón de Saint-Sernin-sur-Rance.
Su población en el censo de 1999 era de 147 habitantes.
Está integrada en la Communauté de communes des Sept Vallons.

## Demografía
| 318 | 288 | 237 | 207 | 167 | 147 | 149 | 169 | 157 |
| Para los censos de 1962 a 1999 la población legal corresponde a la población sin duplicidades (Fuente: INSEE [Consultar]) |     |     |     |     |     |     |     |     |